# گروه متقارن

گراف کیلی از گروه تقارنی

جدول کیلی از گروه تقارنی (جدول ضرب ماتریس های جایگشتی) این تصاویر موقعیت شش ماتریس است:برخی از ماتریس ها تقارن حول قطر اصلی ندارند، لذا گروه تقارنیشان آبلی نخواهد بود.

در جبر مجرد، گروه متقارن (به انگلیسی: Symmetric Group)، روی هر مجموعه، گروهی است که عناصرش تماماً توابعی دو سویه از آن مجموعه به خودش بوده و عمل دوتایی آن همان ترکیب توابع می باشد. به‌ویژه گروه تقارنی {\displaystyle \mathbf {S_{n}} } روی مجموعه متناهی با {\displaystyle n} نماد تعریف می شود، در این مورد خاص عمل دوتایی گروه همان عمل جایگشت {\displaystyle n} عنصر می باشد. از آنجا که {\displaystyle n!} ({\displaystyle n} فاکتوریل) عمل جایگشتی ممکن وجود دارد که می توان روی {\displaystyle n}تایی ها اعمال کرد، نتیجه می شود که تعداد عناصر (مرتبه) گروه {\displaystyle S_{n}} برابر {\displaystyle n!} خواهد بود. 
گرچه که می توان گروه‌های تقارنی را بر روی مجموعه‌های نامتناهی عضوی هم تعریف کرد، این مقاله بر روی گروه‌های تقارنی با تعداد اعضای متناهی تمرکز خواهد کرد: کاربردهایشان، عناصرشان، دسته‌جات تزویجی، یک نمایش متناهی، زیرگروه‌هایش، گروه‌های خودریختی و نظریهٔ نمایش آن. برای بقیهٔ مقاله، «گروه متقارن» به معنای گروه متقارن بر روی مجموعه‌ای متناهی است. 
گروه متقارن برای حوزه‌های وسیعی از ریاضیات مهم است، مثل نظریهٔ گالوا، نظریهٔ ناوردا و ترکیبیات. قضیهٔ کیلی بیان می‌کند که هر گروه {\displaystyle G} با زیرگروهی از یک گروه متقارن روی {\displaystyle G} یک‌ریخت می باشد. 